# Sammenslutningen af Bevidst Arbejdssky Elementer
Sammenslutningen af Bevidst Arbejdssky Elementer (SABAE) er en forening, der stiftedes i 1979 i marxistiske og anarkistiske kredse med base i Århus.
Blandt foreningens frontfigurer var arbejderhistorikeren Carl Heinrich Petersen, historikeren og samfundsteoretikeren Gustav Bunzel, forfatter og spindoktor Paul Smith, journalist Frans Novak samt musiker og senere folketingsmedlem Jacob Haugaard.
Foreningen havde en stor medlemsskare, idet alle som ikke udtrykkeligt frasagde sig sit medlemskab, automatisk blev betragtet som medlemmer. Aktiviteterne i foreningen var dog begrænset til nogle få initiativtagere i kredsen omkring stifterne.

## Politik
SABAE forsøgte ud fra en ofte humoristisk indgangsvinkel at fremsætte kritik af arbejdsmoralen i det moderne samfund og bl.a. kæmpe for retten til dovenskab. Foreningen udsendte hurtigt to stencilerede tidsskrifter, Anti-politik, indeholdende manifester der omhandlede tidens vigtige politiske emner. Teksterne indgik senere i bogen Arbejdsfrihedens Spøgelse.
SABAEs hovedpointe var, at det menneskeskabte kapitalistiske monetære system med tiden selvstændiggøres, og udvikler sin helt egen logik, der opfattes som fremmed og begrænsende for det enkelte individ. Dermed skulle mennesket blive en slave af (løn)arbejdet og derfor arbejde for arbejdets egen skyld, frem for at gøre arbejdet til et middel hvormed man kunne opnå andre mål − såsom øget frihed, lykke og glæde.

### I Folketinget
I flere omgange stillede Jacob Haugaard som løsgænger op til folketingsvalg som repræsentant for SABAE, og blev i 1994 ganske overraskende valgt med mere end 23.000 personlige stemmer.
Blandt de valgløfter, han gik til valg på kan nævnes:
- "Mere sex på lærerværelserne"
- "Medvind på cykelstierne"
- "Større julegaver til alle"
- "Flere hvaler i Randers Fjord"

Som tak for den store vælgertilslutning, serverede Jacob Haugaard øl og pølser i Ridehuset i Århus for det statstilskud, han modtog som følge af valget. Dermed indfriede han et personligt løfte til hver enkelt, som havde stemt på ham.
Hvor SABAE tidligere – trods den ofte humoristiske indgangsvinkel – fremsatte en alvorligt ment formuleret kritik af det monetære og politiske system i Danmark, vendte flere af dens fremtrædende talsmænd foreningen ryggen efter Haugaards valg til Folketinget. Jacob Haugaards humor faldt ikke i god jord i den marxistiske og anarkistiske selvforståelse, foreningen var opstået i.
SABAE er aldrig blevet formelt opløst, og må derfor anses for stadig at være eksisterende, omend det efterhånden er mange år siden, man har hørt nyt fra den.

### Udvalgte SABAE-citater
- "Hvis arbejde er så sundt, så giv det til de syge!"
- "Enhver sidste tango, der deserterer fra kapitalens dødedans, forlænger livet og er dermed frigørende"
- "Hvis vi ikke får mere i løn, gider vi ikke arbejde"
- "Meningsfuldt arbejde! Cirkler kan ikke være firkantede, kamelen kan ikke komme gennem nåleøjet, kapitalens arbejde er kun fyldt med én eneste mening: Udbytning!"

### Udgivelser
- Arbejdsfrihedens Spøgelse, Husets Forlag og Forlaget Afveje, 1979

## Eksterne link og kildehenvisninger
- Sortfod.dk: Om arbejdsmoral i det moderne Danmark Arkiveret 12. marts 2007 hos  Wayback Machine
- Asger Sørensen: Hvis arbejde er så sundt, så sæt de syge til det! – om arbejdets patologi og Georges Bataille (pdf-fil) Arkiveret 6. juli 2007 hos  Wayback Machine
- Simon Laub: The Jacob Haugaard platform